# Mareuil (Charente)
Mareuil é uma comuna francesa na região administrativa da Nova Aquitânia, no departamento de Charente. Estende-se por uma área de 11,51 km². Em 2010 a comuna tinha 409 habitantes (densidade: 35,5 hab./km²).